# 디나크시 프리야사드
디나크시 프리야사드(싱할라어: දිනක්ෂි ප්‍රියසාද්, 영어: Dinakshie Priyasad, 1990년 3월 18일 ~ )는 스리랑카의 배우, 텔레비전 사회자이다. 영화 감독인 아버지 디네시 프리야사드의 영화를 통해 2세 때 배우로 데뷔했다.